# 도메이 고속도로 음주 운전 사고
도메이 고속도로 음주 운전 사고는 1999년 11월 28일, 일본의 도메이 고속도로에서 발생한 도로 교통 사고로, 트럭 운전사의 음주 운전으로 인해 트럭이 승용차에 추돌해 발생했다.
이 사고로 어린 자매가 사망했고, 사고는 언론 등에서 크게 다루어졌으며, 일본의 ‘위험운전치사상죄’의 성립에 큰 영향을 미쳤다.

## 경위
1999년 11월 28일 오후 3시 30분경(UTC+9, JST) 도쿄도 세타가야구 도메이 고속도로 도쿄 나들목 부근에서, 하코네로부터 가족여행을 마치고 돌아오던 지바시의 남성 회사원(이하 ‘남편’ 표기)이 소유한 승용차(토요타 크레스타)는 요금소 통과를 위해 감속 운행 중이었다. 당시 승용차는 임신 중이던 아내가 운전하고 있었고, 조수석에는 남편이, 뒷좌석에는 각각 3세, 1세의 여아 2명이 탑승하고 있었다. 그러던 도중 뒤따라오던 12톤 트럭(닛산 디젤 빅섬)이 승용차를 추돌했다.
트럭에 추돌당한 승용차는 크게 파손되어 화재가 발생했고, 아내는 자력으로 운전석 창문을 통해 탈출했다. 남편은 조수석 창문을 통해 구조되었지만 큰 화상을 입어 중환자실에서 여러 차례 피부 이식을 해야 했다. 뒷좌석에 탄 여아 2명은 불에 타 죽었다. 사고 당시 다른 승합차(이스즈 파고)도 사고에 휘말려 손상되었으나, 승합차 운전자는 다치지 않았다.

## 재판 및 사회적 영향
가해자는 도쿄 지방재판소에서 업무상 과실치사 혐의로 징역 4년형을 선고받았으나, 이 판결은 2000년 6월에 발생한 고이케 대교 음주 운전 사고의 판결과 함께 법 개정을 요구하는 서명 운동의 원인이 되었고, 이를 계기로 2001년 6월 도로교통법 개정안, 동년 11월 형법 개정안에 따라 최고형을 징역 15년으로 하는 ‘위험운전치사상죄’가 형법으로 신설되었다.

## 같이 보기
- 음주 운전
- 고이케 대교 음주 운전 사고
- 후쿠오카 우미노나카미치 대교 음주 운전 사고

### 내용주
1. ↑  일본어: 東名高速飲酒運転事故 도메이 고소쿠 인슈운텐 지코[*], 로마자: Tōmei Kōsoku Inshūunten Jiko